# Mike Simpson
Michael Keith „Mike” Simpson (ur. 8 września 1950) – amerykański polityk, członek Partii Republikańskiej, z zawodu dentysta. Od 1999 roku jest przedstawicielem drugiego okręgu wyborczego w stanie Idaho do Izby Reprezentantów Stanów Zjednoczonych.